# Любомир Тодоров (дипломат, р. 1951)
Любомир Милчев Тодоров е български дипломат. Назначен е за извънреден и пълномощен посланик на България в Япония с Указ 315 на президента Георги Първанов на 14 септември 2009 г. и изпълнява длъжността до 28 август 2012 г. Преди това е бил посланик в Австралийския съюз (2004 – 2008 г.). Бил е ръководител на дирекции „Америка“ и „Консулски отношения“ в МВнР и говорител на МВнР.
Посланик Тодоров е роден в с. Карапелит на 25 март 1951 г., завършил е английската гимназия в Русе (1970), МИО в Прага (1976) и Дипломатическата академия в Москва (1980 – 1983). Има докторска степен по икономика.